# Hypericum mexicanum
Hypericum mexicanum ist eine Pflanzenart aus der Familie der Johanniskrautgewächse (Hypericaceae). Diese Art wurde 1782 von Carl von Linné jr. erstbeschrieben. Sie findet sich in Kolumbien wie Venezuela auf gut dränierten Böden.

## Beschreibung
Hypericum mexicanum ist ein klebriger Strauch, der eine Wuchshöhe zwischen 40 und 80 Zentimetern erreicht. Der Stamm ist aufgerichtet und verästelt sich üblicherweise nach oben gerichtet in Winkeln zwischen 16° und 45°. Die kreuzgegenständigen Laubblätter sind ungestielt. Die eiförmige und flache mit einer stumpfwinkligen Spitze Blattspreite ist circa 7,5 bis 13 Millimeter lang und 3,2 bis 7,1 Millimeter breit. Die Blattfläche ist gepunktet und weist eine strahlennervige Blattaderung auf. Auf der Unterseite des basalen und unvollständigen Blattes ist die Mittelachse gut zu erkennen.
Die zwittrigen Blüten sind radiärsymmetrisch. Die ovalen und umgekehrt lanzeolaten Kelchblätter messen 4,4 bis 6 Millimeter in der Länge und 2 bis 3,6 Millimeter in der Breite. Ihre Spitze ist spitz bis stumpfwinklig und auf ihrer Oberfläche finden sich zahlreiche transparente Punkte. Die leicht schrägen und stumpfwinkligen Kronblätter sind zwischen einem und 1,3 Millimeter lang und 0,4 bis 0,8 Millimeter breit. Der Fruchtknoten ist zwischen 3 und 4 Millimeter groß, wobei der aufsetzende Griffel 5 Millimeter misst. Die Narbe ist scheibenförmig. Die Früchte erreichen Größen zwischen 4,4 und 5,2 Millimetern. Die Blütezeit reicht von Mai bis August, woran sich von November bis Februar die Fruchtreife anschließt.